# Aniba novo-granatensis
Aniba novo-granatensis är en lagerväxtart som beskrevs av K. Kubitzki. Aniba novo-granatensis ingår i släktet Aniba och familjen lagerväxter. Inga underarter finns listade i Catalogue of Life.